# Anny Wothe

Anny Wothe

Anny Auguste Elise Wothe, auch Anny Mahn und Anny Wothe-Mahn (* 30. Januar 1858 in Berlin; † 30. Juli 1919 in Leipzig) war eine deutsche Schriftstellerin und Journalistin.

## Leben
Anny Wothe entstammte einer wohlhabenden Kaufmannsfamilie. Sie besuchte die Französische Domschule in Berlin und erhielt anschließend Privatunterricht. Nachdem die Familie in wirtschaftliche Schwierigkeiten geraten war, ging Wothe 1881 nach Leipzig, wo sie schriftstellerisch tätig war. 1882 gründete sie die Frauenzeitschrift Deutsche Frauenblätter, die sie bis 1885 redigierte. Nach dem Verkauf der Frauenblätter heiratete sie 1885 den Leipziger Buchhändler Adolf Mahn. 1888 gründete sie mit ihrem Ehemann die Wochenzeitung Von Haus zu Haus, deren Redaktion sie bis 1906 innehatte. Hauptsächlich war Anny Wothe seit den 1880er Jahren als sehr produktive und erfolgreiche Verfasserin von Unterhaltungsliteratur tätig. Während des Ersten Weltkrieges schrieb sie triviale Durchhalte-Literatur.

## Werke
- Ein Rosenstrauß, allen deutschen Frauen und Mädchen dargeboten. Selbstverlag der Verfasserin, Leipzig 1883.
- Frau von Kolemine (Gräfin Czapska-Romrod), nach sicheren Quellen bearbeitet. Unflad, Leipzig 1884. (Digitalisat)
- Frauenliebe und Leben. Eine Mitgabe auf den Lebensweg für Frauen und Mädchen. Werther, Leipzig 1884. (Digitalisat)
- Sommerträume. Novellen und Skizzen. Unflad, Leipzig 1884.
- Gift unserer Zeit. Inhalt: Lohnverhaeltnisse der Arbeiterinnen, Verbesserung der Sittenzustaende, Loesung der Frauenfrage. Stehn, Cannstatt 1886.
- Der Hausschatz. Ein Freund und Ratgeber für die Frauenwelt. Freyhoff, Oranienburg 1886.
- Lenzesblüten, zum Strauß gewunden für die Frauenwelt. Greiner & Pfeiffer, Stuttgart 1886.
- Versunkene Sterne. Novellen und Skizzen für die Frauenwelt. Bechtold, Wiesbaden 1889. 2. Aufl. Niehrenheim & Bayerlein, Bayreuth 1894.
- Des Weibes Glück. Eine Mitgabe auf den Lebensweg für Frauen und Mädchen. Greiner & Pfeiffer, Stuttgart 1887.
- Blüten und Ranken. In der Stille gepflückt und zum Strauße gewunden für die Frauenwelt. Legel, Leipzig 1888
- Das Haus am Rhein. Roman. Chemnitz 1890. Weitere Ausg. Meister, Werdau 1922.
- Suse. Roman. Richter, Chemnitz 1890. (Digitalisat)
- Im Klosterhof. Roman. Chemnitz 1891. Weitere Ausg. Meister, Werdau 1917.
- Wellenrauschen. Stimmungsbilder und Skizzen für die jüngere Frauenwelt. Freund, Breslau 1891.
- Haidezauber. Roman. Freund, Breslau 1892.
- Das Märchenschloß. Roman. Richter, Chemnitz 1892.
- Sonnenfunken. Novellen u. Skizzen für d. Frauenwelt. Freund, Breslau 1892.
- Auf Ruinen. Roman. Pierson, Dresden/Leipzig 1894.
- Es tagt! Roman. Richter Chemnitz 1894.
- Zigeunerliebe. Der Fraunewelt erzählt. Cavael, Leipzig 1894.
- Warum? Roman. Richter, Chemnitz 1895.
- Wohin? Ein praktischer Ratgeber für alle Reiselustigen. Leipzig 1895. 3. Aufl. Mahn, Leipzig 1898. (Digitalisat)
- Bilde den Geist! Ein zuverlässiger Führer und Ratgeber bei der Wahl unserer Lektüre. Mahn, Leipzig 1896.
- Weltvergessen. Roman. Leipzig 1896. Spätere Ausg. Phönix, Breslau/Kattowitz/Berlin 1917.
- Der Berg des Lichts. Roman. List, Leipzig 1897.
- Sei sparsam! Ein praktischer Führer und Ratgeber für sorgsame Hausfrauen und solche, die es werden wollen. Unter Mitwirkung namhafter Schriftsteller und praktischer Hausfrauen. Mahn, Leipzig 1895. (Digitalisat)
- Ragna. Roman. Richter, Chemnitz 1898. Spätere Ausg. unter dem Titel Ragna Svedenburg. Phönix, Breslau 1919.
- Goldjäger. Roman. Richter, Chemnitz 1899.
- Haus der Väter. Ein Roman aus Hannovers jüngster Vergangenheit.  Madsack, Hannover 1900.
- Firnenglanz. Roman. Vangerow, Bremerhaven 1900.
- Und doch! Roman. Chemnitz 1900. Spätere Ausg. Phönix, Breslau/Kattowitz/Berlin 1919.
- Die Siegerin. Roman. Richter, Chemnitz 1901.
- Irrendes Licht. Roman. Vangerow, Bremerhaven 1903.
- Moderne Pilger. Novellen. Vangerow, Bremerhave 1904.[2]
- Verfemt, Bremerhaven 1904
- San Martino. Roman. Schwetschke, Berlin 1906.
- Suchende Seele. Roman. Vangerow, Bremerhaven 1906
- Kantate. Roman. Wigand, Leipzig 1908.
- Versunkene Welten. Ein Roman von der Insel Sylt. Flensburg 1908.
- Am Roten Kliff. Ein Roman von der Insel Sylt. Pfennigsdorf, Halle a.S./Westerland a. Sylt 1910.
- Sündige Mütter. Roman. Goldschmidt, Berlin 1910.
- Das Tor des Lebens. Roman. Boll & Pickardt, Berlin 1910.
- Der Hof des Schweigens. Ein Roman aus Island. Bürkner, Breslau 1913.
- Aus dämmernden Nächten. Roman. Enßlin & Laiblin, Reutlingen 1914.
- Deutsche Frauen. Ein Kriegsroman aus dem Jahre 1914. Enoch, Hamburg 1914.
- Die Frauen vom Sundsvallhof. Ein Roman aus Norwegen. Verlag Deutsche Buchwerkstätten, Dresden 1914.
- Die Nebelfrau.,´Ensslin & Laiblins, Reutlingen 1914.
- Auf hoher Warte. Roman. Meister, Werdau 1915.
- Durch graue Gassen. 2. Teil zu Auf hoher Warte. Meister, Werdau 1915. 
  - Durch graue Gassen / Auf hoher Warte: Erster und zweiter Teil in einem Buch. Neuausgabe, Hofenberg, Berlin 2021, ISBN 978-3-7437-3884-3.
- Aus tiefer Not. Ein Kriegsroman aus Masuren. Enoch, Hamburg 1915.
- Der Garten der Vergessenheit. Kriegsroman aus der Türkei.´Enßlin & Laiblin, Reutlingen 1915.
- Die Vogesenwacht. Kriegsroman aus der Gegenwart. Enßlin & Laiblin, Reutlingen 1915.
- Von fremden Ufern. Roman aus Marokko. Enßlin & Laiblin, Reutlingen 1915.
- Die rote Burg. Der Roman eines Frühlings in Andalusien. Pfälzische Verlags-Anstalt, Neustadt an der Haardt 1915.
- Die den Weg bereiten. Ein Zeitroman. Enoch, Hamburg 1916.
- Schwarz-Weiß-Rot. Ein Roman aus Deutschlands großen Tagen. Enoch, Hamburg 1916.
- Ein Wintertraum. Roman aus Oberhof. Meister, Werdau 1916.
- Auf blauen Wogen. Roman. Phönix, Breslau/Kattowitz/Berlin 1917.
- Aus des Lebens schimmernden Tagen. Novelle. Vogel & Vogel, Leipzig 1917.
- Die Lawine. Ein Roman aus der Gegenwart. Enoch, Hamburg/Leipzig 1917.
- Die aus der Mühle. Roman.Phönix, Kattowitz 1918.
- Drei graue Reiter. Ein Roman in Feldpostbriefen. Enßlin & Laiblin, Reutlingen 1918.
- Hallig Hooge. Ein Nordsee-Roman. Maschler, Berlin 1918.
- Die Polarhexe. Ein Roman aus Spitzbergen. Enoch, Hamburg 1918.
- Die Stimme der Welt. Roman. Phönix, Breslau/Kattowitz/Berlin 1918.
- Bob Heil! Ein Wintersportroman. Phönix, Breslau/Kattowitz/Berlin 1919.
- Bunte Träume. Novellen und Skizzen. Phönix, Breslau 1919.
- Durch brausende Meere. Roman. Phönix, Breslau/Kattowitz/Berlin 1919.
- Kinder des Rheines. Roman. Janke, Berlin 1919.
- Mechthild vom Wörth. Ein Chiemsee-Roman. Phönix, Breslau/Kattowitz/Berlin 1919.
- Niemand weiß wohin ... Ein Roman aus Norwegen. Enoch, Hamburg/Leipzig 1919.
- Seegespenster. Ein Roman von der Insel Sylt. 0enoch, Hamburg 1919.
- So schön wie du und andere Novellen. Rüdenauer & Getstmayer, Stuttgart 1919.
- Die Sonnenjungfer. Ein Roman von der roten Erde. Eysler, Berlin 1919.
- Das Land der Tränen. Ein Roman aus Norwegen. Meister, Werdau 1920.
- Schwester Gerlinde. Roman. Ensslin & Laiblin, Reutlingen 1920.
- Sturmvögel. Ein Schiffsroman aus dem Nordland. Ensslin & Laiblin, Reutlingen 1920.
- Im Geistertal. Roman. Meister,  Werdau 1921.
- Sein eigener Feind. Roman. Meister, Werdau 1921.
- Strandgut. Roman. Meister, Werdau 1921.
- Die weiße Frau. Ein Roman vom Lauenstein. Ensslin & Laiblin, Reutlingen 1921.
- Fallendes Laub. Nachgelassene Novellen und Skizzen. Phönix, Berlin 1922.
- Ins Sonnenland. Roman. Meister, Werdau 1922.
- Surfensöhne. Phönix, Berlin 1922.
- Schloß Ettersrode. Ein Roman aus großer Zeit. Ensslin & Laiblin, Reutlingen 1924.
- Im heiligen Land Tirol. Roman aus den Tiroler Bergen. Ensslin & Laiblin, Reutlingen 1927.
- Dornenpfade der Liebe. Roman. Munz, Leipzig 1928.
- Entsagung. Roman. Munz, Leipzig 1928.
- Pflicht und Liebe. Roman. Ensslin & Laiblin, Reutlingen 1928.

## Herausgeberschaft
- Frohe Feste. Ein unentbehrlicher Führer und Ratgeber zur Unterhaltung und Belehrung ; für die Frauenwelt zur Verschönerung von Festen aller Art. Müller, Leipzig 1893.
- Das Hochzeitsbuch. Ein Wegweiser und Ratgeber für Bräute und junge Hausfrauen bei Hauseinrichtungen, Aussteuern, Hochzeitsgeschenken, Festlichkeiten, Polterabendaufführungen etc. Mahn, Leipzig 1900.
- Selbsterlebtes. Aus den Werkstätten deutscher Poesie und Kunst. Vangerow, Bremerhaven/Leipzig 1904.